# Hermann (album)
Hermann è il terzo album solista di Paolo Benvegnù, pubblicato il 18 febbraio 2011.

## Descrizione
Il disco sembra esser stato una svolta nella carriera dell'artista, sia per il cambio del genere suonato, sia per la maturità autoriale raggiunta.
È stato presentato in numerose trasmissioni di Radio 1 (Start, Steronotte), Radio 2 (Radio 2 live, Moby Dick, Twilight) e Rai Tre (Parla con me). Nell'autunno 2011, grazie a questa produzione, Benvegnù riceve prestigiosi riconoscimenti: vince il premio Radioindie Music Like, (nell'ambito della Indie Music Like) e il PIMI 2011 (Premio Italiano Musica Indipendente) nella categoria "Miglior solista dell'anno", che gli viene conferito il 27 novembre a Bari nell'ambito del Medimex. Inoltre il disco si classifica al secondo posto nella Targa Tenco 2011, nella categoria "Miglior disco in assoluto dell'anno".
Viene diffuso il video del brano Love is talking, per la regia di Luigi Soffrano e con la partecipazione dell'attrice Anna Brugnoli.
L'album è stato anche distribuito nell'edizione in vinile dalla coproduzione Woodworm/Circolo degli Artisti.

## Tracce
1. Il pianeta perfetto - 3:05 (G.R. Gagliano)
2. Moses - 4:01 (P. Benvegnù)
3. Love is talking - 4:28 (P. Benvegnù)
4. Avanzate, ascoltate - 5:05 (P. Benvegnù)
5. Io ho visto - 5:30 (P. Benvegnù)
6. Andromeda Maria - 4:40 (P. Benvegnù)
7. Achab in New York - 4:26 (P. Benvegnù, G.R. Gagliano)
8. Sartre Monstre - 4:48 (P. Benvegnù)
9. Good morning, mr. Monroe! - 3:39 (A. Franchi)
10. Date fuoco - 5:26 (A. Franchi, P. Benvegnù)
11. Johnnie and Jane - 3:12 (A. Franchi, P. Benvegnù)
12. Il mare è bellissimo - 5:56 (P. Benvegnù)
13. L'invasore - 3:23 (A. Franchi, voce e chitarra, Andrea Franchi)

## Formazione
- Paolo Benvegnù
- Luca Baldini
- Andrea Franchi
- Guglielmo Ridolfo Gagliano
- Michele Pazzaglia
- Simon Chiappelli
- Filippo Brilli

## Classifica
L'album fa il suo esordio nella classifica italiana il 18 febbraio 2011, posizionandosi al numero 68.
| Posizione | 68 | 44 | 96 |